# برايان جرينهالغ
برايان جرينهالغ (بالإنجليزية: Brian Greenhalgh)‏ (20 فبراير 1947 بتشيسترفيلد في المملكة المتحدة - ) هو لاعب كرة قدم بريطاني في مركز الهجوم. لعب مع أستون فيلا وبريستون نورث إيند وكامبريدج يونايتد وليستر سيتي ونادي بورنموث ونادي توركي يونايتد ونادي واتفورد وهدرسفيلد تاون.

## وصلات خارجية
- برايان جرينهالغ على موقع قاعدة بيانات كرة القدم.إي يو (الإنجليزية)